# Улянівка (Василівський район)
Уля́нівка (до 1916 року — село Зірка) — село в Україні, у Василівському районі Запорізької області. Населення становить 116 осіб. Орган місцевого самоврядування — Орлянська сільська рада.

## Географія
Село Улянівка знаходиться за 1,5 км від села Тополине та за 2,5 км від села Мала Білозерка. Через село проходять автомобільна дорога Т 0817 та залізниця, станція Мала Білозерка.

## Історія
- 1794 — дата заснування як села Зірка.
- 1916 — перейменоване в село Ульянівка.

## Населення

### Мова
Розподіл населення за рідною мовою за даними перепису 2001 року:
| Мова       | Кількість | Відсоток |
| ---------- | --------- | -------- |
| українська | 112       | 96.55%   |
| російська  | 4         | 3.45%    |
| Усього     | 116       | 100%     |